# Josefina Guerrero
Pour les articles homonymes, voir Guerrero (homonymie).
Josefina Guerrero, née le 5 août 1917 à Lucban et morte le 18 juin 1996 à Washington, est une espionne qui aide les Alliés pendant la Seconde Guerre mondiale.

## Biographie
Josefina Guerrero naît le 5 août 1917 à Lucban.

### Seconde Guerre mondiale
En 1942, juste avant que les Japonais n'occupent les Philippines, elle contracte la lèpre, son mari la quitte et elle est éloignée de sa jeune fille. Sa maladie s’aggravant, elle prend le risque de devenir espionne pour le compte de la Résistance philippine. La résistance philippine a besoin de faire porter une carte rectifiée. Le capitaine Colayco, du service de renseignement philippin, doit trouver un messager. Il se souvient qu'il avait recruté Josefina Guerrero il y a plusieurs mois et la sollicite pour cette nouvelle mission. Sur le dos de la malade est fixé le document. Elle franchit plusieurs contrôles - les japonais s'écartant car ils sont impressionnés par les symptômes de la maladie - et parvient jusqu'aux Américains. Cela permet de sauver ainsi la vie à une centaines d'entre-eux.

### Léproserie
Confinée dans une léproserie, elle fait parvenir des révélations à un ami américain qui dévoilent les conditions de vie affreuses. En 1948, grâce à son témoignage, le gouvernement agit pour améliorer les conditions de vie de la léproserie. 

### États-Unis
Première étrangère atteinte de la lèpre à se voir octroyer un visa pour entrer aux États-Unis, elle suit un nouveau traitement. Son travail contribue à déstigmatiser cette maladie.
Elle épouse Alec Lau le 10 janvier 1957 à Baton Rouge en Louisiane.
Elle meurt le 18 juin 1996 à Washington.

## Récompense
En 1948 elle est récipiendaire de la médaille de la Liberté,.